# Ibiho pyramida
Ibiho pyramida je staroegyptská hrobka nacházející se v oblasti jižní Sakkáry. Nechal ji postavit panovník 8. dynastie Ibi.

## Pohřební komplex
Pyramida je orientována přesně podle světových stran. Podzemní část hrobky je tvořena vchodem ze severozápadní strany, sestupnou chodbou, skladem a pohřební komorou. Stěny pohřební komory byly obloženy jemným bílým vápencem a obsahovaly úryvky z Textů pyramid. Přestože nejsou tak kvalitně zpracovány, jedná se o velmi významný objev. Jedná se totiž o nejmladší verzi těchto textů, která kdy byla objevena. V pyramidách z pozdějšího období se již nevyskytovaly. Podle těchto textů bylo rovněž možné určit jméno majitele hrobky, kterým byl Kakare-Ibi. Ve zničeném jádru pyramidy bylo nalezeno několik načrtnutých nápisů „libyjský náčelník“, což může odkazovat na Ibiho původ.
Severovýchodně od pyramidy byly nalezeny pozůstatky zádušního chrámu, který byl postaven z nepálených cihel. V těchto prostorách se nacházela obětní síň, sklady a nádvoří. V obětní síni byl objeven bazén, který se nacházel před místem určeném pro nepravé dveře, a několik kultovních nástrojů.